# Uncja
Uncja (skrót: oz, od starego włoskiego słowa onza, teraz wymawianego oncia; symbol aptekarski: ℥) – pozaukładowa jednostka masy bądź objętości płynów, stosowana m.in. jako jednostka wagi metali szlachetnych, w szerszym zakresie w krajach anglosaskich. Wielkość uncji może być różna w zależności od systemu wagowego.

## Etymologia
Uncja pochodzi z łacińskiego słowa uncia, jednostka określająca wagę jednej dwunastej (1/12) libry. Współcześnie uncja trojańska jest dwunastą częścią funta trojańskiego, a uncja międzynarodowa – szesnastą częścią funta międzynarodowego.
Także angielska nazwa cala – inch – ma podobny źródłosłów.

## Definicja
Historycznie w różnych częściach świata, w różnym czasie i do różnych zastosowań, uncja odnosiło się do zbliżonych względem siebie, jednak różnych jednostek wagi.
| Wariant uncji                               | Odpowiednik w gramach (g) | odpowiednik w granach (gr) |
| ------------------------------------------- | ------------------------- | -------------------------- |
| uncja międzynarodowa                        | 28,34952981               | 437,5                      |
| uncja trojańska (jubilerska lub aptekarska) | 31,1034768                | 480                        |
| uncja rzymska                               | 27,288                    | 421,118                    |
| uncja Marii Teresy                          | 28,0668                   | 433,137                    |
| holenderska uncja metryczna                 | 100                       | 1543,236                   |
| chińska uncja metryczna                     | 50                        | 771,618                    |

Uwaga: wartości w granach dla uncji rzymskiej, Marii Teresy, duńskiej oraz chińskiej zostały zaokrąglone do najbliższych tysięcznych ziarna.
W jubilerstwie i w handlu metalami szlachetnymi stosuje się uncję trojańską (jubilerską). Nazwa trojańska pochodzi od miasta Troyes w północno-wschodniej Francji, w średniowieczu ważnego ośrodka handlowego. Zbliżona jest uncja aptekarska.
Także spotkać można odniesienie do uncji jako jednostki objętości:
- 1 uncja objętości (fl oz) = 1/160 imperialnego galona = 28,41 cm³
- 1 amerykańska uncja objętości = 1/128 amerykańskiego galona = 29,57 cm³.